# Baigts
Baigts (gaskonsko Vaths) je naselje in občina v francoskem departmaju Landes regije Akvitanije. Naselje je leta 2010 imelo 342 prebivalcev.

## Geografija
Kraj leži v pokrajini Gaskonji 24 km vzhodno od Daxa.

## Uprava
Občina Baigts skupaj s sosednjimi občinami Bergouey, Caupenne, Doazit, Hauriet, Lahosse, Larbey, Laurède, Maylis, Mugron, Nerbis, Saint-Aubin in Toulouzette sestavlja kanton Mugron s sedežem v Mugronu. Kanton je sestavni del okrožja Mont-de-Marsan.

## Zanimivosti
- romanska cerkev Marijinega Vnebovzetja iz 12. stoletja,
- dvorec château de Beyrie iz leta 1770, zgrajen na ostankih nekdanjega srednjeveškega gradu iz 14. stoletja,
- arena Baigts.